# يوسف بشو
يوسف بشو (بالفرنسية: Youcef Bechou)‏ (من مواليد 1 مارس 1997 في دويرة) هو لاعب كرة قدم جزائري يلعب في نادي برتغالي ديسبورتيفو تروفينسي.

## روابط خارجية
- يوسف بشو على موقع قاعدة بيانات كرة القدم.إي يو (الإنجليزية)
- يوسف بشو على موقع Soccerway.com (الإنجليزية)
- يوسف بشو على موقع عالم كرة القدم.نت (الإنجليزية)